# Rebekka Haase
Rebekka Haase, född den 2 januari 1993 i Zschopau, är en tysk friidrottare som tävlar i kortdistanslöpning.

## Karriär
Rebekka Haase ingick i det tyska lag som tog brons på korta stafetten vid OS 2024. Vid VM 2022 ingick hon i tyska stafettlaget på 4 x 100 meter som tog brons.